# (6453) 1991 NY
A (6453) 1991 NY a Naprendszer kisbolygóövében található aszteroida. Henry Holt fedezte fel 1991. július 13-án.